# Steroid
Un steroid este un tip de lipidă caracterizată printr-un schelet de atomi de carbon cu patru inele unite. Diferiți steroizi variază prin grupările funcționale atașate acestor inele. Sute de steroizi distincți au fost identificați la plante și animale. Rolul cel mai important în sistemele vii este cel de hormoni.

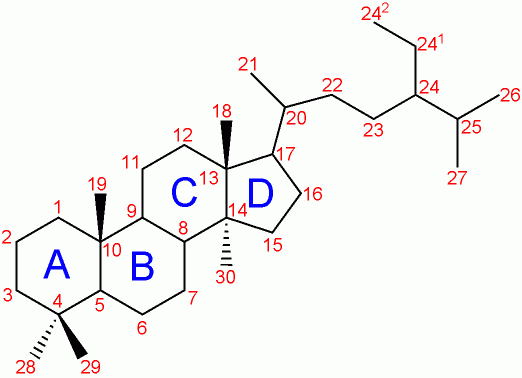
Schelet de steroid. Carbonii 18 și mai departe pot lipsi.

În fiziologia umană și medicină, cei mai importanți steroizi sunt colesterolul, hormonii steroizi și precursorii și metaboliții lor.
Colocvial, termenul de steroid este deseori folosit cu sens mai restrâns, în contexte specifice. De exemplu, steroid este folosit comun în medicină de către non-endocrinologi cu sensul de corticosteroid, aproape întotdeauna glucocorticoid. Într-un context atletic sau culturist, steroid se referă de cele mai multe ori la steroid anabolizant.
Colesterolul este un important alcool steroid (sterol), fiind o componentă comună a membranelor celulare animale. Pe de altă parte, un nivel înalt de colesterol sanguin poate cauza diferite boli, precum arteroscleroza. Majoritatea altor steroizi este sintetizată din colesterol. De asemenea, diferiți hormoni, incluzând hormonii sexuali ai vertebratelor, sunt steroizi sintetizați din colesterol. 
Există mai multe categorii specifice de steroizi, incluzând:
- Steroizi anabolizanți - folosiți de atleți pentru creșterea performanței
- Corticosteroizi - afectează metabolismul și excreția electroliților
- Hormoni sexuali - androgeni, estrogeni și progestageni
- Prohormoni - precursori ai hormonilor steroizi. Au fost fabricați de companii ca suplimente pentru culturiști până când au fost interzise pe piața suplimentelor.
- Fitosteroli - steroizi care apar în mod natural în plante.

Hormonii steroizi produc efectele fiziologice prin legarea de o proteină receptor de hormoni steroizi. Unirea hormonilor steroizi cu receptorii lor cauzează schimbări în transcrierea genelor și funcția celulei.